# Qualificazioni al campionato europeo maschile di calcio 2004
Questa voce raccoglie un approfondimento sui risultati degli incontri e sulle classifiche per l'accesso alla fase finale del Campionato europeo di calcio 2004. 

## Formato e regolamento
51 membri UEFA: 16 posti disponibili per la fase finale. Il Portogallo (in qualità di paese ospitante) è qualificato direttamente.
Rimangono 50 squadre per 15 posti disponibili per la fase finale. Le qualificazioni si compongono di due turni: 
- Fase a gruppi: 50 squadre, divise in 10 gruppi (da cinque squadre), giocano partite di andata e ritorno. Le prime classificate di ogni gruppo si qualificano alla fase finale. Le seconde classificate accedono agli spareggi.
- Spareggi: 10 squadre, giocano partite di andata e ritorno. Le vincenti si qualificano alla fase finale.

In caso di parità di punti tra due o più squadre di uno stesso gruppo, le posizioni in classifica verranno determinate prendendo in considerazione, nell'ordine, i seguenti criteri:
1. maggiore numero di punti negli scontri diretti;
2. migliore differenza reti negli scontri diretti;
3. maggiore numero di reti segnate negli scontri diretti;
4. maggiore numero di reti segnate in trasferta negli scontri diretti;
5. in caso di ulteriore parità, si riapplicano i punti 1 e 4, altrimenti si procede con i punti successivi.
6. migliore differenza reti;
7. maggiore numero di reti segnate;
8. maggiore numero di reti segnate in trasferta;
9. miglior punteggio fair play (1 punto per un cartellino giallo, 3 punti per un cartellino rosso diretto e come somma di due certellini gialli, 4 punti per un cartellino giallo seguito da uno rosso diretto).
10. sorteggio

## Sorteggio
ll sorteggio per la composizione dei gironi di qualificazione si è svolto il 25 gennaio 2002 presso "l'Europarque Congress Centre" a Santa Maria da Feira, in Portogallo.
| Urna 1                                                                                             | Urna 2 | Urna 3 | Urna 4 | Urna 5 |
| -------------------------------------------------------------------------------------------------- | --- | --- | --- | --- |
| - Francia - Svezia - Spagna - Rep. Ceca - Germania - Irlanda - Romania - Italia - Belgio - Turchia | - Russia - Croazia - Jugoslavia - Paesi Bassi - Danimarca - Polonia - Inghilterra - Ucraina - Slovenia - Scozia | - Norvegia - Austria - Slovacchia - Israele - Svizzera - Islanda - Bulgaria - Finlandia - Grecia - Ungheria | - Cipro - Bosnia ed Erzegovina - Bielorussia - Galles - Estonia - Lettonia - Irlanda del Nord - Macedonia - Georgia - Lituania | - Armenia - Albania - Moldavia - Fær Øer - Azerbaigian - Liechtenstein - Malta - San Marino - Lussemburgo - Andorra |

Di seguito si riporta una tabella riassuntiva dei gironi di qualificazione.
| Gruppo 1            | Gruppo 2                                 | Gruppo 3                     | Gruppo 4                    | Gruppo 5                 | Gruppo 6                         | Gruppo 7                           | Gruppo 8               | Gruppo 9                         | Gruppo 10               |
| ------------------- | ---------------------------------------- | ---------------------------- | --------------------------- | ------------------------ | -------------------------------- | ---------------------------------- | ---------------------- | -------------------------------- | ----------------------- |
| Francia             | Danimarca                                | Rep. Ceca                    | Svezia                      | Germania                 | Grecia                           | Inghilterra                        | Bulgaria               | Italia                           | Svizzera                |
| Slovenia            | Norvegia                                 | Paesi Bassi                  | Lettonia                    | Scozia                   | Spagna                           | Turchia                            | Croazia                | Galles                           | Russia                  |
| Israele Cipro Malta | Romania Bosnia ed Erzegovina Lussemburgo | Austria Moldavia Bielorussia | Polonia Ungheria San Marino | Islanda Lituania Fær Øer | Ucraina Armenia Irlanda del Nord | Slovacchia Macedonia Liechtenstein | Belgio Estonia Andorra | Jugoslavia Finlandia Azerbaigian | Irlanda Albania Georgia |

 Sono segnate in verde le Nazionali qualificate alla fase finale, in giallo quelle qualificate agli spareggi, in rosso quelle escluse dalla competizione europea. 

## Fase a gironi

### Gruppo 1
| Pos. | Squadra  | P.ti | G | V | P | S | RF | RS | DR  |
| ---- | -------- | ---- | - | - | - | - | -- | -- | --- |
| 1    | Francia  | 24   | 8 | 8 | 0 | 0 | 29 | 2  | +27 |
| 2    | Slovenia | 14   | 8 | 4 | 2 | 2 | 15 | 12 | +3  |
| 3    | Israele  | 9    | 8 | 2 | 3 | 3 | 9  | 11 | -2  |
| 4    | Cipro    | 8    | 8 | 2 | 2 | 4 | 9  | 18 | -9  |
| 5    | Malta    | 1    | 8 | 0 | 1 | 7 | 5  | 24 | -19 |

| Squadra  | Francia (bandiera) | Slovenia (bandiera) | Israele (bandiera) | Cipro (bandiera) | Malta (bandiera) |
| -------- | ------------------ | ------------------- | ------------------ | ---------------- | ---------------- |
| Francia  | —                  | 5 - 0               | 3 - 0              | 5 - 0            | 6 - 0            |
| Slovenia | 0 - 2              | —                   | 3 - 1              | 4 - 1            | 3 - 0            |
| Israele  | 1 - 2              | 0 - 0               | —                  | 2 - 0            | 2 - 2            |
| Cipro    | 1 - 2              | 2 - 2               | 1 - 1              | —                | 2 - 1            |
| Malta    | 0 - 4              | 1 - 3               | 0 - 2              | 1 - 2            | —                |

### Gruppo 2
| Pos. | Squadra              | P.ti | G | V | P | S | RF | RS | DR  |
| ---- | -------------------- | ---- | - | - | - | - | -- | -- | --- |
| 1    | Danimarca            | 15   | 8 | 4 | 3 | 1 | 15 | 9  | +6  |
| 2    | Norvegia             | 14   | 8 | 4 | 2 | 2 | 9  | 5  | +4  |
| 3    | Romania              | 14   | 8 | 4 | 2 | 2 | 21 | 9  | +12 |
| 4    | Bosnia ed Erzegovina | 13   | 8 | 4 | 1 | 3 | 7  | 8  | -1  |
| 5    | Lussemburgo          | 0    | 8 | 0 | 0 | 8 | 0  | 21 | -21 |

| Squadra              | Romania (bandiera) | Danimarca (bandiera) | Norvegia (bandiera) | Bosnia ed Erzegovina (bandiera) | Lussemburgo (bandiera) |
| -------------------- | ------------------ | -------------------- | ------------------- | ------------------------------- | ---------------------- |
| Romania              | —                  | 2 - 5                | 0 - 1               | 2 - 0                           | 4 - 0                  |
| Danimarca            | 2 - 2              | —                    | 1 - 0               | 0 - 2                           | 2 - 0                  |
| Norvegia             | 1 - 1              | 2 - 2                | —                   | 2 - 0                           | 1 - 0                  |
| Bosnia ed Erzegovina | 0 - 3              | 1 - 1                | 1 - 0               | —                               | 2 - 0                  |
| Lussemburgo          | 0 - 7              | 0 - 2                | 0 - 2               | 0 - 1                           | —                      |

### Gruppo 3
| Pos. | Squadra     | P.ti | G | V | P | S | RF | RS | DR  |
| ---- | ----------- | ---- | - | - | - | - | -- | -- | --- |
| 1    | Rep. Ceca   | 22   | 8 | 7 | 1 | 0 | 23 | 5  | +18 |
| 2    | Paesi Bassi | 19   | 8 | 6 | 1 | 1 | 20 | 6  | +14 |
| 3    | Austria     | 9    | 8 | 3 | 0 | 5 | 12 | 14 | -2  |
| 4    | Moldavia    | 6    | 8 | 2 | 0 | 6 | 5  | 19 | -14 |
| 5    | Bielorussia | 3    | 8 | 1 | 0 | 7 | 4  | 20 | -16 |

| Squadra     | Rep. Ceca (bandiera) | Paesi Bassi (bandiera) | Austria (bandiera) | Bielorussia (bandiera) | Moldavia (bandiera) |
| ----------- | -------------------- | ---------------------- | ------------------ | ---------------------- | ------------------- |
| Rep. Ceca   | —                    | 3 - 1                  | 4 - 0              | 2 - 0                  | 5 - 0               |
| Paesi Bassi | 1 - 1                | —                      | 3 - 1              | 3 - 0                  | 5 - 0               |
| Austria     | 2 - 3                | 0 - 3                  | —                  | 5 - 0                  | 2 - 0               |
| Bielorussia | 1 - 3                | 0 - 2                  | 0 - 2              | —                      | 2 - 1               |
| Moldavia    | 0 - 2                | 1 - 2                  | 1 - 0              | 2 - 1                  | —                   |

### Gruppo 4
| Pos. | Squadra    | P.ti | G | V | P | S | RF | RS | DR  |
| ---- | ---------- | ---- | - | - | - | - | -- | -- | --- |
| 1    | Svezia     | 17   | 8 | 5 | 2 | 1 | 19 | 3  | +16 |
| 2    | Lettonia   | 16   | 8 | 5 | 1 | 2 | 10 | 6  | +4  |
| 3    | Polonia    | 13   | 8 | 4 | 1 | 3 | 11 | 7  | +4  |
| 4    | Ungheria   | 11   | 8 | 3 | 2 | 3 | 15 | 9  | +6  |
| 5    | San Marino | 0    | 8 | 0 | 0 | 8 | 0  | 30 | -30 |

| Squadra    | Svezia (bandiera) | Polonia (bandiera) | Ungheria (bandiera) | Lettonia (bandiera) | San Marino (bandiera) |
| ---------- | ----------------- | ------------------ | ------------------- | ------------------- | --------------------- |
| Svezia     | —                 | 3 - 0              | 1 - 1               | 0 - 1               | 5 - 0                 |
| Polonia    | 0 - 2             | —                  | 0 - 0               | 0 - 1               | 5 - 0                 |
| Ungheria   | 1 - 2             | 1 - 2              | —                   | 3 - 1               | 3 - 0                 |
| Lettonia   | 0 - 0             | 0 - 2              | 3 - 1               | —                   | 3 - 0                 |
| San Marino | 0 - 6             | 0 - 2              | 0 - 5               | 0 - 1               | —                     |

### Gruppo 5
| Pos. | Squadra  | P.ti | G | V | P | S | RF | RS | DR  |
| ---- | -------- | ---- | - | - | - | - | -- | -- | --- |
| 1    | Germania | 18   | 8 | 5 | 3 | 0 | 13 | 4  | +9  |
| 2    | Scozia   | 14   | 8 | 4 | 2 | 2 | 12 | 8  | +4  |
| 3    | Islanda  | 13   | 8 | 4 | 1 | 3 | 11 | 9  | +2  |
| 4    | Lituania | 10   | 8 | 3 | 1 | 4 | 7  | 11 | -4  |
| 5    | Fær Øer  | 1    | 8 | 0 | 1 | 7 | 7  | 18 | -11 |

| Squadra  | Germania (bandiera) | Scozia (bandiera) | Islanda (bandiera) | Lituania (bandiera) | Fær Øer (bandiera) |
| -------- | ------------------- | ----------------- | ------------------ | ------------------- | ------------------ |
| Germania | —                   | 2 - 1             | 3 - 0              | 1 - 1               | 2 - 1              |
| Scozia   | 1 - 1               | —                 | 2 - 1              | 1 - 0               | 3 - 1              |
| Islanda  | 0 - 0               | 0 - 2             | —                  | 3 - 0               | 2 - 1              |
| Lituania | 0 - 2               | 1 - 0             | 0 - 3              | —                   | 2 - 0              |
| Fær Øer  | 0 - 2               | 2 - 2             | 1 - 2              | 1 - 3               | —                  |

### Gruppo 6
| Pos. | Squadra          | P.ti | G | V | P | S | RF | RS | DR  |
| ---- | ---------------- | ---- | - | - | - | - | -- | -- | --- |
| 1    | Grecia           | 18   | 8 | 6 | 0 | 2 | 8  | 4  | +4  |
| 2    | Spagna           | 17   | 8 | 5 | 2 | 1 | 16 | 4  | +12 |
| 3    | Ucraina          | 10   | 8 | 2 | 4 | 2 | 11 | 10 | +1  |
| 4    | Armenia          | 7    | 8 | 2 | 1 | 5 | 7  | 16 | -9  |
| 5    | Irlanda del Nord | 3    | 8 | 0 | 3 | 5 | 0  | 8  | -8  |

| Squadra          | Spagna (bandiera) | Ucraina (bandiera) | Grecia (bandiera) | Irlanda del Nord (bandiera) | Armenia (bandiera) |
| ---------------- | ----------------- | ------------------ | ----------------- | --------------------------- | ------------------ |
| Spagna           | —                 | 2 - 1              | 0 - 1             | 3 - 0                       | 3 - 0              |
| Ucraina          | 2 - 2             | —                  | 2 - 0             | 0 - 0                       | 4 - 3              |
| Grecia           | 0 - 2             | 1 - 0              | —                 | 1 - 0                       | 2 - 0              |
| Irlanda del Nord | 0 - 0             | 0 - 0              | 0 - 2             | —                           | 0 - 1              |
| Armenia          | 0 - 4             | 2 - 2              | 0 - 1             | 1 - 0                       | —                  |

### Gruppo 7
| Pos. | Squadra       | P.ti | G | V | P | S | RF | RS | DR  |
| ---- | ------------- | ---- | - | - | - | - | -- | -- | --- |
| 1    | Inghilterra   | 20   | 8 | 6 | 2 | 0 | 14 | 5  | +9  |
| 2    | Turchia       | 19   | 8 | 6 | 1 | 1 | 17 | 5  | +12 |
| 3    | Slovacchia    | 10   | 8 | 3 | 1 | 4 | 11 | 9  | +2  |
| 4    | Macedonia     | 6    | 8 | 1 | 3 | 4 | 11 | 14 | -3  |
| 5    | Liechtenstein | 1    | 8 | 0 | 1 | 7 | 2  | 22 | -20 |

| Squadra       | Turchia (bandiera) | Inghilterra (bandiera) | Slovacchia (bandiera) | Macedonia (bandiera) | Liechtenstein (bandiera) |
| ------------- | ------------------ | ---------------------- | --------------------- | -------------------- | ------------------------ |
| Turchia       | —                  | 0 - 0                  | 3 - 0                 | 3 - 2                | 5 - 0                    |
| Inghilterra   | 2 - 0              | —                      | 2 - 1                 | 2 - 2                | 2 - 0                    |
| Slovacchia    | 0 - 1              | 1 - 2                  | —                     | 1 - 1                | 4 - 0                    |
| Macedonia     | 1 - 2              | 1 - 2                  | 0 - 2                 | —                    | 3 - 1                    |
| Liechtenstein | 0 - 3              | 0 - 2                  | 0 - 2                 | 1 - 1                | —                        |

### Gruppo 8
| Pos. | Squadra  | P.ti | G | V | P | S | RF | RS | DR  |
| ---- | -------- | ---- | - | - | - | - | -- | -- | --- |
| 1    | Bulgaria | 17   | 8 | 5 | 2 | 1 | 13 | 4  | +9  |
| 2    | Croazia  | 16   | 8 | 5 | 1 | 2 | 12 | 4  | +8  |
| 3    | Belgio   | 16   | 8 | 5 | 1 | 2 | 11 | 9  | +2  |
| 4    | Estonia  | 8    | 8 | 2 | 2 | 4 | 4  | 6  | -2  |
| 5    | Andorra  | 0    | 8 | 0 | 0 | 8 | 1  | 18 | -17 |

| Squadra  | Belgio (bandiera) | Croazia (bandiera) | Bulgaria (bandiera) | Estonia (bandiera) | Andorra (bandiera) |
| -------- | ----------------- | ------------------ | ------------------- | ------------------ | ------------------ |
| Belgio   | —                 | 2 - 1              | 0 - 2               | 2 - 0              | 3 - 0              |
| Croazia  | 4 - 0             | —                  | 1 - 0               | 0 - 0              | 2 - 0              |
| Bulgaria | 2 - 2             | 2 - 0              | —                   | 2 - 0              | 2 - 1              |
| Estonia  | 0 - 1             | 0 - 1              | 0 - 0               | —                  | 2 - 0              |
| Andorra  | 0 - 1             | 0 - 3              | 0 - 3               | 0 - 2              | —                  |

### Gruppo 9
| Pos. | Squadra             | P.ti | G | V | P | S | RF | RS | DR  |
| ---- | ------------------- | ---- | - | - | - | - | -- | -- | --- |
| 1    | Italia              | 17   | 8 | 5 | 2 | 1 | 17 | 4  | +13 |
| 2    | Galles              | 13   | 8 | 4 | 1 | 3 | 13 | 10 | +3  |
| 3    | Serbia e Montenegro | 12   | 8 | 3 | 3 | 2 | 11 | 11 | 0   |
| 4    | Finlandia           | 10   | 8 | 3 | 1 | 4 | 9  | 10 | -1  |
| 5    | Azerbaigian         | 4    | 8 | 1 | 1 | 6 | 5  | 20 | -15 |

| Squadra             | Italia (bandiera) | Serbia e Montenegro (bandiera) | Finlandia (bandiera) | Galles (bandiera) | Azerbaigian (bandiera) |
| ------------------- | ----------------- | ------------------------------ | -------------------- | ----------------- | ---------------------- |
| Italia              | —                 | 1 - 1                          | 2 - 0                | 4 - 0             | 4 - 0                  |
| Serbia e Montenegro | 1 - 1             | —                              | 2 - 0                | 1 - 0             | 2 - 2                  |
| Finlandia           | 0 - 2             | 3 - 0                          | —                    | 0 - 2             | 3 - 0                  |
| Galles              | 2 - 1             | 2 - 3                          | 1 - 1                | —                 | 4 - 0                  |
| Azerbaigian         | 0 - 2             | 2 - 1                          | 1 - 2                | 0 - 2             | —                      |

### Gruppo 10
| Pos. | Squadra  | P.ti | G | V | P | S | RF | RS | DR |
| ---- | -------- | ---- | - | - | - | - | -- | -- | -- |
| 1    | Svizzera | 15   | 8 | 4 | 3 | 1 | 15 | 11 | +4 |
| 2    | Russia   | 14   | 8 | 4 | 2 | 2 | 19 | 12 | +7 |
| 3    | Irlanda  | 11   | 8 | 3 | 2 | 3 | 11 | 11 | -1 |
| 4    | Albania  | 8    | 8 | 2 | 2 | 4 | 10 | 15 | -4 |
| 5    | Georgia  | 7    | 8 | 2 | 1 | 5 | 8  | 14 | -6 |

| Squadra  | Irlanda (bandiera) | Russia (bandiera) | Svizzera (bandiera) | Georgia (bandiera) | Albania (bandiera) |
| -------- | ------------------ | ----------------- | ------------------- | ------------------ | ------------------ |
| Irlanda  | —                  | 1 - 1             | 1 - 2               | 2 - 0              | 2 - 1              |
| Russia   | 4 - 2              | —                 | 4 - 1               | 3 - 1              | 4 - 1              |
| Svizzera | 2 - 0              | 2 - 2             | —                   | 4 - 1              | 3 - 2              |
| Georgia  | 1 - 2              | 1 - 0             | 0 - 0               | —                  | 3 - 0              |
| Albania  | 0 - 0              | 3 - 1             | 1 - 1               | 3 - 1              | —                  |

## Spareggi
| Squadra 1 | Totale | Squadra 2   | Andata | Ritorno |
| --------- | ------ | ----------- | ------ | ------- |
| Scozia    | 1 - 6  | Paesi Bassi | 1 - 0  | 0 - 6   |
| Croazia   | 2 - 1  | Slovenia    | 1 - 1  | 1 - 0   |
| Russia    | 1 - 0  | Galles      | 0 - 0  | 1 - 0   |
| Lettonia  | 3 - 2  | Turchia     | 1 - 0  | 2 - 2   |
| Spagna    | 5 - 1  | Norvegia    | 2 - 1  | 3 - 0   |

## Statistiche

### Classifica marcatori
9 reti
- Ermin Šiljak

7 reti
- Raúl

6 reti
- Jan Koller
- Thierry Henry
- David Trezeguet
- Sylvain Wiltord
- Filippo Inzaghi
- Māris Verpakovskis

5 reti
- Wesley Sonck
- Dimităr Berbatov
- Jon Dahl Tomasson
- David Beckham
- Michael Owen
- Eiður Guðjohnsen
- Alessandro Del Piero
- Ruud van Nistelrooy
- Marcus Allbäck
- Alexander Frei

4 reti
- Shota Arveladze
- Michael Ballack
- Fredi Bobic
- Zoltán Gera
- Krisztián Lisztes
- Imre Szabics
- Patrick Kluivert
- Ioan Ganea
- Adrian Mutu
- Dmitri Bulykin
- Szilárd Németh
- Mattias Jonson
- John Hartson

3 reti
- Art'owr Petrosyan
- Albert Sarkisyan
- Gurban Gurbanov
- Sergej Barbarez
- Dado Pršo
- Michalīs Kōnstantinou
- Milan Baroš
- Marek Jankulovski
- Zinédine Zidane
- Angelos Charisteas
- Haim Revivo
- Christian Vieri
- Imants Bleidelis
- Tomas Ražanauskas
- Michael Mifsud
- Rafael van der Vaart
- Gary Doherty
- Cosmin Contra
- Sergej Ignaševič
- Predrag Mijatović
- Zlatan Ibrahimović
- Hakan Yakın
- Serhat Akın
- Okan Buruk
- Nihat Kahveci
- Hakan Şükür
- Andriy Shevchenko
- Simon Davies

2 reti
- Altin Lala
- Ervin Skela
- Igli Tare
- Mario Haas
- Andreas Herzog
- Farrukh Ismayilov
- Bart Goor
- Elvir Bolić
- Stiliyan Petrov
- Niko Kovač
- Milan Rapaić
- Ioannis Okkas
- Rainer Rauffmann
- Vratislav Lokvenc
- Pavel Nedvěd
- Karel Poborský
- Vladimír Šmicer
- Thomas Gravesen
- Dennis Rommedahl
- Wayne Rooney
- Indrek Zelinski
- Rógvi Jacobsen
- John Petersen
- Mikael Forssell
- Sami Hyypiä
- Steve Marlet
- Miroslav Klose
- Demis Nikolaidis
- Krisztián Kenesei
- Omri Afek
- Pini Balili
- Juris Laizāns
- Igoris Morinas
- Vlatko Grozdanoski
- Gjorgji Hristov
- Artim Šakiri
- Phillip Cocu
- Wesley Sneijder
- Steffen Iversen
- John Arne Riise
- Ole Gunnar Solskjær
- Marcin Kuźba
- Andrzej Niedzielan
- Mirosław Szymkowiak
- Damien Duff
- Robbie Keane
- Viorel Moldovan
- Dorinel Munteanu
- Daniel Pancu
- Andrej Karjaka
- Aleksandr Keržakov
- Sergei Semak
- Neil McCann
- James McFadden
- Kenny Miller
- Vladimír Janočko
- Ľubomír Reiter
- Róbert Vittek
- Nastja Čeh
- Zlatko Zahovič
- Rubén Baraja
- Joseba Etxeberria
- José Antonio Reyes
- Juan Carlos Valerón
- Anders Svensson
- Arif Erdem
- İlhan Mansız
- Oleksandr Horshkov
- Andriy Voronin
- Craig Bellamy
- Gary Speed

1 rete
- Alban Bushi
- Klodian Duro
- Besnik Hasi
- Edvin Murati
- Altin Rraklli
- Toni Lima
- Arman Karamyan
- Muhammet Akagündüz
- René Aufhauser
- Harald Cerny
- Andreas Ivanschitz
- Roland Kirchler
- Emanuel Pogatetz
- Markus Schopp
- Roman Wallner
- Vital Bulyga
- Sergei Gurenko
- Vitali Kutuzov
- Raman Vasilyuk
- Thomas Buffel
- Philippe Clement
- Zlatan Bajramović
- Elvir Baljić
- Krasimir Balăkov
- Georgi Chilikov
- Marian Hristov
- Zoran Janković
- Martin Petrov
- Svetoslav Todorov
- Jerko Leko
- Tomislav Marić
- Ivica Olić
- Đovani Roso
- Dario Šimić
- Josip Šimunić
- Darijo Srna
- Stavros Georgiou
- Yiasoumis Yiasoumi
- Tomáš Rosický
- Jiří Štajner
- Štěpán Vachoušek
- Jesper Grønkjær
- Claus Jensen
- Martin Jørgensen
- Martin Laursen
- Ebbe Sand
- Steven Gerrard
- Darius Vassell
- Teet Allas
- Kristen Viikmäe
- Julian Johnsson
- Súni Olsen
- Joonas Kolkka
- Mika Nurmela
- Teemu Tainio
- Hannu Tihinen
- Jean-Alain Boumsong
- Eric Carrière
- Djibril Cissé
- Olivier Dacourt
- Sidney Govou
- Patrick Vieira
- Malkhaz Asatiani
- Mikheil Ashvetia
- Aleksandre Iashvili
- Levan Kobiashvili
- Kevin Kurányi
- Carsten Ramelow
- Stelios Giannakopoulos
- Vassilios Tsiartas
- Zīsīs Vryzas
- Zoltán Böőr
- Þórður Guðjónsson
- Tryggvi Guðmundsson
- Heiðar Helguson
- Hermann Hreiðarsson
- Pétur Marteinsson
- Helgi Sigurðsson
- Walid Badir
- Shay Holtzman
- Marco Di Vaio
- Francesco Totti
- Andrejs Prohorenkovs
- Roger Beck
- Michael Stocklasa
- Robertas Poškus
- Donatas Vencevičius
- Dragan Dimitrovski
- Mile Krstev
- Goce Sedloski
- Aco Stojkov
- Vančo Trajanov
- David Carabott
- Luke Dimech
- Vadim Boreț
- Boris Cebotari
- Serghei Covalciuc
- Serghei Dadu
- Viorel Frunză
- Edgar Davids
- Frank de Boer
- Jimmy Floyd Hasselbaink
- Roy Makaay
- André Ooijer
- Marc Overmars
- Arjen Robben
- Clarence Seedorf
- Mark van Bommel
- Pierre van Hooijdonk
- John Carew
- Tore André Flo
- Claus Lundekvam
- Sigurd Rushfeldt
- Paweł Kaczorowski
- Bartosz Karwan
- Tomasz Kłos
- Kamil Kosowski
- Mariusz Kukiełka
- Clinton Morrison
- Florin Bratu
- Cristian Chivu
- Tiberiu Ghioane
- Mirel Rădoi
- Vladimir Beschastnykh
- Vadim Evseev
- Aleksandr Mostovoi
- Viktor Onopko
- Dmitrij Syčëv
- Yegor Titov
- Christian Dailly
- Paul Dickov
- Barry Ferguson
- Darren Fletcher
- Paul Lambert
- Gary Naysmith
- Lee Wilkie
- Branko Bošković
- Saša Ilić
- Darko Kovačević
- Nikola Lazetić
- Danijel Ljuboja
- Savo Milošević
- Dragan Mladenović
- Zvonimir Vukić
- Martin Petráš
- Sebastjan Cimirotič
- Aleksander Knavs
- Guti
- Iván Helguera
- Joaquín
- Vicente
- Diego Tristán
- Andreas Jakobsson
- Kim Källström
- Fredrik Ljungberg
- Olof Mellberg
- Mikael Nilsson
- Ricardo Cabanas
- Fabio Celestini
- Stéphane Chapuisat
- Bernt Haas
- Patrick Müller
- Murat Yakın
- Ümit Davala
- Gökdeniz Karadeniz
- Tümer Metin
- Serhiy Fedorov
- Serhiy Serebrennikov
- Andriy Vorobey
- Hennadij Zubov
- Robert Earnshaw
- Ryan Giggs

Autoreti
- Adrian Aliaj (pro Irlanda)
- Emin Ağayev (pro Finlandia)
- Tərlan Əhmədov (pro Italia)
- Stiliyan Petrov (pro Belgio)
- Raio Piiroja (pro Belgio)
- Arne Friedrich (pro Isole Faroe)
- Marius Stankevičius (pro Germania)
- Darren Debono (pro Slovenia)
- Henning Berg (pro Spagna)
- Phil Babb (pro Russia)
- Cosmin Contra (pro Danimarca)
- Andrej Karjaka (pro Svizzera)
- Carlo Valentini (pro Lettonia)
- Ludovic Magnin (pro Irlanda)